# 81 KRH 71 Y
81 KRH 71 Y (81 мм kranaatinheitin malli 1971 ympäriampuva, '81-мм миномёт образца 1971 года, поворот на 360 градусов') — лёгкий миномёт, производимый компанией Tampella для использования финской армией.
Обычно его используют для поддержки пехоты с закрытых позиций, но его можно использовать и для стрельбы прямой наводкой. Каждая финская пехотная рота имеет по миномётному взводу, который состоит из трёх миномётных отделений по семь человек в каждом, а каждое отделение укомплектовано одним 81-мм миномётом. Егерская рота M2005 имеет отделение огневой поддержки, которое состоит из двух миномётных расчётов по пять человек, оба вооружённые 81-мм миномётом. Может стрелять осколочно-фугасными, дымовыми, осветительными и учебными снарядами.
Компания Tampella также изготовила стационарный миномёт 81 KRH 71 RT (81 mm kranaatinheitin malli 1971 rannikkotykistö, «81-мм миномёт образца 1971 года, береговая артиллерия») для использования в финских береговых артиллерийских крепостях.
Более новая версия 81 KRH 71 Y с улучшенной опорной плитой, изготавливаемая уже компанией Vammas, называется 81 KRH 96 (81 mm kranaatinheitin malli 1996, «81-мм миномёт образца 1996 года»). Опорная плита спроектирована путём уменьшения размера опорной плиты 120 KRH 92.